# Minh Lãng
Minh Lãng là một xã cũ thuộc huyện Vũ Thư, tỉnh Thái Bình, Việt Nam.
Xã có diện tích 7,11 km², dân số năm 1999 là 10.261 người, mật độ dân số đạt 1.443 người/km².

## Lịch sử
Theo Nghị quyết số 1666/NQ-UBTVQH15 ra tháng 6 năm 2025, sáp nhập tỉnh Thái Bình vào tỉnh Hưng Yên, giải thể đơn vị hành chính cấp huyện là Vũ Thư. Thành lập xã Thư Trì trên cơ sở hợp nhất diện tích tự nhiên và dân số của các đơn vị hành chính cấp xã của huyện này là Song Lãng, Hiệp Hòa và Minh Lãng.

## Văn hóa
Đình Miếu Hoành thuộc thôn Thanh Nội, xã Minh Lãng. Đình Hoành thờ vị tướng thời Đinh có tên húy là Dương Đường Bộc làm Thành hoàng làng. Tướng quân Dương Đường Bộc là người có nhiều công lao giúp Đinh Bộ Lĩnh đánh dẹp 12 sứ quân và trấn giữ vùng đất Vũ Thư.